# 조지 플랜태저넷 클래런스 공작
클래런스 공작 조지 플랜태저넷(George Plantagenet, Duke of Clarence, 1449년 10월 21일 - 1478년 2월 18일)은 영국의 왕족이다. 요크 공작 리처드 플랜태저넷과 그의 아내 세실리 네빌 사이에서 태어난 삼남으로, 요크 왕가의 국왕 에드워드 4세의 동생이자 리처드 3세의 형이다.
1449년 아버지 리처드 플랜태저넷이 왕위 계승권을 주장하던 시기에 아일랜드 더블린에서 태어났다. 1460년 11세 때 웨이크필드 전투에서 리처드 플랜태저넷이 전사하면서 아버지를 잃었으나 형 에드워드 4세가 랭커스터 왕가의 헨리 6세를 폐위시키고 왕위에 오르자 1461년 12세의 나이에 왕제(王弟)의 신분으로 클래런스 공작 작위를 받고 가터 기사에 서임되었다. 1469년 7월 11일에는 사촌 워릭 백작 리처드 네빌의 장녀 이사벨 네빌과 혼인하였다.
조지 플랜태저넷은 본래 형 에드워드 4세의 왕위 계승권을 지지했으나, 에드워드 4세와 관계가 틀어진 워릭 백작이 그를 버리고 사위인 자신을 왕위에 올릴 것을 염두에 두자 워릭 백작의 계획에 찬동하였다. 모의가 실패로 끝나고 1470년 워릭 백작 일가가 프랑스로 망명할 때에도 아내 이사벨과 함께 이를 따랐다. 프랑스로 건너간 워릭 백작이 랭커스터 왕가의 앙주의 마거릿과 결탁한 뒤에는 헨리 6세와 그의 아들 웨스트민스터의 에드워드의 뒤를 이은 왕위 계승권 또한 보장받았다. 그러나 같은 해 워릭 백작이 차녀 앤 네빌을 웨스트민스터의 에드워드와 결혼시키면서 워릭 백작의 뜻이 자신을 떠난 것을 깨달은 조지 플랜태저넷은 형 에드워드 4세에게로 돌아가 궁정에서의 지위를 되찾았고, 워릭 백작이 1471년 바넷 전투에서 랭커스터 왕가의 편에 서서 싸우다 전사하자 아들이 없는 그의 뒤를 이어 워릭 백작 작위 또한 물려받았다.
1476년 12월 아내 이사벨 네빌이 아들 리처드를 낳은 뒤 사망하였다. 현대의 의학적 기준으로 이사벨의 사망 원인은 폐결핵 또는 산욕열로 추정되지만, 조지 플랜태저넷은 아내가 시녀에 의해 독살당했다고 생각했고 1477년 4월 시녀를 살해하였다. 이후
조지 플랜태저넷은 점차 정신 이상 징후를 보이기 시작했고, 지속적으로 형 에드워드 4세에게 반기를 들다 결국 윈저로 소환된 뒤 체포되어 런던 탑에 수감되었다. 에드워드 4세에게 반역 혐의로 고소된 조지 플랜태저넷은 사형을 선고받았고 1478년 2월 18일 사적인 처형(privately executed) 방식으로 처형당하였다. 일반적으로 조지 플랜태저넷은 본인의 마지막 소원에 의해 맘지 와인 통에 잠겨 익사한 것으로 알려졌으며, 셰익스피어의 작품 『리처드 3세』에서도 이 설을 따르고 있다.

## 후계
조지 플랜태저넷은 이사벨 네빌과의 사이에서 네 명의 자녀를 얻었고, 그 중 두 명인 솔즈베리 백작 부인 마거릿, 워릭 백작 에드워드 플랜태저넷이 성인으로 성장하였다. 이들은 서자 계열이었던 보퍼트 가문의 헨리 튜더와 리처드 3세에 의해 결혼 무효로 선언된 에드워드 4세와 엘리자베스 우드빌의 혼인 관계에서 태어난 요크의 엘리자베스의 결합으로 건립된 튜더 왕가의 정통성을 위협하는 존재들로 여겨졌고, 결국 둘 다 튜더 왕조 시대에 런던 탑에서 처형당하였다.
솔즈베리 백작 부인 마거릿의 아들이었던 레지널드 폴은 한 때 헨리 8세의 장녀 메리 튜더의 신랑감 후보 중 하나로 여겨지며 헨리 8세와 왕비 아라곤의 캐서린의 총애를 받았으나, 헨리 8세의 종교개혁 당시 신학적 원칙에 의거해 아라곤의 캐서린의 편을 들었다 왕의 분노를 사 망명 생활을 하였다. 1536년 추기경에 서임된 레지널드 폴은 헨리 8세와 에드워드 6세가 사망하고 메리 1세가 왕위에 오른 1553년에야 영국에 돌아올 수 있었고, 영국 역사상 마지막 로마 가톨릭계 캔터베리 대주교가 되었다.

## 참고 문헌
- Hicks, Michael (1992). False, Fleeting, Perjur'd Clarence: George, Duke of Clarence 1449-78 (rev. ed.). Bangor: Headstart History.